# Стражбеница (Петриња)
Стражбеница је насељено место у саставу града Петриње, у Банији, Република Хрватска.

## Историја
Стражбеница се од распада Југославије до августа 1995. године налазила у Републици Српској Крајини.

## Становништво
Насеље је према попису становништва из 2011. године имало 9 становника.
| Националност       | 1991.        |
| Срби               | 114 (90,47%) |
| Хрвати             | 4 (3,17%)    |
| Југословени        | 6 (4,76%)    |
| остали и непознато | 2 (1,58%)    |
| Укупно             | 126          |